# Джинзу (лек крайцер, 1923)
Джинзу (на японски: 神通) е лек крайцер на Императорските ВМС на Япония, вторият кораб от крайцерите тип „Сендай“. Служи по времето на Втората световна война, участва в морските сражения на Филипините, в Яванско море и при атола Мидуей. На 13 юли 1943 г. в битката при Коломбангара е открит от американски крайцери в хода на нощен рейд и е потопен. Флагмански кораб на флотилия разрушители.

## Предистория
Крайцерите от типа „Сендай“ се строят в Япония в рамките на корабостроителната програма „осем-осем“: първият кораб е планирано да се приемв на въоръжение през 1921 г., обаче Вашингтонското морско съглашение води до отмяната на строителството отначало на последните четири крайцера от дадения тип, а след това и на четвъртия крайцер. Японският флот в крайна сметка решава да се концентрира в строителството на тежки крайцери.

## Характеристики
Леките крайцери от типа „Сендай“ са последващо продължение на серията леки крайцери тип „Нагара“ с водоизместимост 5500 т, съхранявайки подобен външен вид, енергетическата установка и въоръжението. Техните котли, обаче, са разположени по-удачно: на тях има 4 парни турбини, а не 3, което дава по-високата скорост от 35 възела. „Сендай“ и „Джинзу“ се различават по носа с наклонен форщевен, а на достроения по-късно „Нака“ носът е с развал към бордовете, което е по-характерно за тежките крайцери.
На всеки кораб на носа има хангар за хидросамолети, но до поставянето на специален катапулт, през 1929 г., нито един от тези крайцери не носи хидросамолети. По-късно катапултът е свален, а между 1934 и 1937 г. катапулт е поставен на задната палуба. Въоръжението им са седем 140-мм корабни оръдия Тип 3 със защитни щитове, две 76-мм корабни оръдия Тип 41 без щитове и две 13,2-мм зенитни картечници Тип 93. Торпедно въоръжение – осем торпеда Тип 93 в четири сдвоени торпедни апарата, по-късно са заменени с два четиритръбни апарата. Броня – 64 мм за броневия пояс и 29 мм за бронираната палуба.

## История на службата

### Начало на службата
„Джинзу“ е заложен на 4 август 1922 г. на стапелите на корабостроителницата на „Кавасаки“ в Кобе, спуснат е на вода на 8 декември 1923 г. и е завършен на 31 юли 1925 г. На 24 август 1927 г., по време на учения при маяка Дзицосаки в префектура Шимане случайно таранира и потопява разрушителя „Вараби“. Капитанът на крайцера, Кейджи Мицуширо, се самоубива. Крайцерът е отбуксиран във военноморския арсенал Майдзуруза мащабен ремонт, който започва на 5 септември: носът с наклонен форщевен е заменен с нос с развал към бордовете.
През 1928 г. „Джинзу“ е назначен да прикрива десанта на японците в провинция Шандун след Цзинянския инцидент, по-късно се намира в пристанището на Циндао. В периода 1929 – 1937 г. патрулира китайское крайбрежието, подсигурявайки от 1937 г., след началото на войната, десантиранията на японските войски. От 1 до 15 декември 1938 г. капитан на кораба е Райдзо Танака.

### Начало на войната в Тихия океан
На 26 ноември 1941 г. „Джинзу“ е назначен за флагмански кораб на 2-ра ескадра разрушители в състава на Филипинската група на контраадмирал Райдзо Танака от Южния флот при 3-ти японски флот. Към момента на нападението над Пърл Харбър крайцерът напуска своя порт в Палау и участва в десанта на Минданао, съпровождайки транспортните съдове с личния състав на 16-та дивизия и 1-ви отряд „Куре“ на морската пехота за нападението над Давао, нахлуването в Легаспи и Холо. След превземането на Филипините крайцерът влиза в състава на Холандско-Ост-Индската група на контраадмирал Кюдзи Кубо заедно с 15-ти и 16-ти дивизиони разрушители.

### Битка в Яванско море
На 9 януари 1942 г. „Джинзу“ напуска Давао за подготовка към нахлуването на Целебеш, съпровождайки транспортните кораби с личен състав на 1-ви смесен отряд „Сасебо“ на морската пехота. На 17 януари разузнавателен самолет Kawanishi E7K2, пуднат от борда на „Дзинцу“, сваля нидерландски бомбардировач Lockheed Hudson около Манадо, но не успява да се върне и самият той е свален. В началото на февруари същата година „Джинзу“ е включен в състава на силите, насочени за превземането на Амбон, Тимор и източната част на Ява. На 20 февруари, при остров Алор, предприема неуспешен опит да атакува американскат подводница „Пикерел“ (USS Pickerel (SS-177)).
На 27 февруари 1942 г., в хода на сражението в Яванско море, от японска страна са задействани „Джинзу“ и разрушители от два дивизиона (7-ми дивизион – „Ушио“, „Садзанами“, „Ямакадзе“ и „Кавакадзе“; 16-ти дивизион – „Юкикадзе“, „Токицукадзе“, „Амацукадзе“ и „Хацукадзе“), а също така тежките крайцери „Начи“ и „Хагуро“, лекият крайцер „Нака“ и разрушителя „Инадзума“. Техните противници са обединени сили под командването на контраадмирал Карел Дорман, където влизат лекият крайцер „Де Ройтер“ (Hr. Ms. De Ruyter) (флагмански кораб), „Ява“ (Hr. Ms. Java) и „Пърт“ (HMAS Perth (D29)), тежките крайцери „Ексетър“ (HMS Exeter) и „Хюстън“ (USS Houston (CA-30)), разрушителите от нов тип „Електра“ (HMS Electra), „Енкаунтър“ (HMS Encounter), „Юпитер“ (HMS Jupiter), „Кортенар“ (Hr. Ms. Kortenaer), „Вите де Вит“ (Hr.Ms. Witte de With) и разрушителите от стар тип „Олден“ (USS Alden (DD-211)), „Джон Д. Едуардс“ (USS John D. Edwards (DD-216)), „Джон Д. Форд“ (USS John D. Ford (DD-228)) и „Пол Джонс“ (USS Paul Jones (DD-230)).
От бордовете на крайцерите „Джинзу“, „Нака“ и „Начи“ излитат хидросамолети, които съобщават координатите на корабите на Дорман на екипажите на японските кораби. В 17:27 „Джинзу“ изстрелва осем торпеда Тип 93, насочени към холандските съдове, а общо са изстреляни 72 торпеда, но нито едно не попада в целта. В крайна сметка за унищожаването на вражеските кораби се налага използването на друго въоръжение, а „Джинзу“ в боя унищожава разрушителя „Електра“. През март крайцерът се връща в Япония за ремонт в Куре, но после рейда на Дулитъл срещу Японските острови е изпратен в преследване на американската авианосна група, без да се увенчае с успех. През май, след месец учения във Вътрешно Японско море, крайцерът се насочва към Сайпан, влизайки в състава на Мидуейските сили и получавайки задание да съпровожда транспортните съдове и танкерите. На 3 юни, в разгара на Мидуейското сражение, по крайцера пускат бомби девет бомбардировача B-17 Flying Fortress, а по-късно конвоят е нападнат от торпедоносци PBY Catalina. Един танкер е повреден в резултат на попадение на торпедо, но „Джинзу“ се връща към островите Трук и през Гуам в Япония неповреден. През юли, след реорганизацията на Императорския флот, „Джинзу“ влиза в 8-ми флот на вицеадмирал Гуничи Микава. След десанта на американците, през август на Гуадалканал „Джинзу“, със спиране на архипелага Трук, се насочва към Соломоновите острови.

### Кампания на Соломоновите острови
На 16 август 1942 г. „Джинзу“ напуска Трук, насочвайки се с подкрепления към Гуадалканал. На 20 август войските са свалени, обаче леко въоръжените японци не успяват да превземат летището Хендерсън Фийлд. Контраадмирал Танака получава сигнал от щаба на 11-ти въздушен флот на вицеадмирала Нишизо Цукахара с призив да се насочат на север, за да се избегне среща с американската оперативна група, обаче веднага от щаба на 8-ми флот на вицеадмирал Гуничи Микава пристига заповед да се промени курса на 250 градуса вест-зюйд-вест. Във връзка с това, че вишестоящият офицер на зоната и неговия личен командир издават противоречащи си една с друга заповеди, а радиотовръзката не позволява да се свърже с някой в щаба, Танака решава да вземе курс 320 градуса вест-норд-вест (190 морски мили или 352 км южо от Гуадалканал). 20 самолета от въздушна армия „Кактус“, излетели от борда на самолетоносача „Лонг Айлънд“ (USS Long Island (CVE-1)), пристигат за отбраната на американските позиции на Гуадалканал. В отговор на това адмирал Исороку Ямамото заповядва на 3-ти флот на вицеадмирал Чуичи Нагумо да поддържи адмирал Танака на „Джинзу“. От 3-ти флот на помощ трябва да дойдат самолетоносачите „Шокаку“, „Дзуйкаку“ и „Рюдзьо“, линейните крайцери „Хией“ и „Киришима“, крайцерите „Кумано“, „Судзуя“, „Чикума“, „Тоне“ и „Нагара“ и още три разрушителя.
На 23 август, 200 морски мили (370 км) северно от Гуадалканал конвоят на контраадмирал Танаки е засечен от „летяща лодка“ PBY Catalina. В 8:30 Танака получава съобщение от щаба на 8-ми флот от вицеадмирал Микава с указания да плава на север, за да избегне среща с американците. В 14:30 от щаба на 11-ти въздушен флот на вицеадмирал Цукахара пристига заповед да се стовари, на следващия ден, личния състав на Гуадалканал. Отново Танака е принуден да избира между две взаимоизключващи се заповеди, но той отговаря, че не може да изпълни заповедта, понеже някои от неговите кораби са твърде бавни. На 24 август се завързва морската битка при източните Соломонови острови: „Джинзу“ се среща с „Рюдзьо“, и от борда на самолетоносача са направени две въздушни нападения над аеродрума Хендерсън Фийлд, обаче японският самолетоносач, след нападения от авиация от борда на „Саратога“ (USS Saratoga (CV-3)) потъва: четири бомби и торпеда разрушават обшивката на съда, и в дясната част на машинното отделение нахлува вода, което води до потопяването на самолетоносача. На 25 август, на 150 морски мили (278 км), северно от Гуадалканал шест пикиращи бомбардировача SBD Dauntless на Корпуса на морската пехота на САЩ]] нападат конвоя на „Джинзу“, потопопявайки един транспорт и повреждайки друг. Бомба с маса 227 кг попада в крайцера, пробивайки неговата палуба – избухва пожар, а предните погреби за боеприпаси са наводнени. Загиват 24 члена на екипажа, адмирал Танака е ранен. Флагмански кораб става разрушителя „Кагеро“, а „Джинзу“ отплава към Шортлендските острови, откъдето се насочва за Трук, там влиза за ремонт, проведен от екипажа на кораба „Акаши“. През октомври корабът се връща в Япония, където на него са поставени две 25-мм зенитни оръдия Тип 96. Ремонтът завършва на 8 януари 1943 г.

### Битка при Коломбангара
На 16 януари 1943 г. „Джинзу“ става флагмански кораб на 2-ра эскадры разрушители и напуска Куре, насочвайки се към островите Трук. Той има заповед да евакуира остатъците от японските войски на Гуадалканал, което крайцерът изпълнява успешно. През юли той прави няколко превоза на войски в триъгълника Трук – Рой Намур – Куаджалин. на 13 юли 1943 г., в 3:30, „Джинзу“ в разгара на битката при Коломбангара отплава от Рабаул като флагмански съд на съединението на контраадмирал Шунджи Исаки – там влизат разрушителите „Юкикадзе“, „Хамакадзе“, „Югуре“, „Микадзуки“ и „Кийонами“, а също така транспортните разрушители „Сацуки“, „Минадзуки“, „Юнаги“ и „Мацукадзе“ с 1200 човека на борд. Съединението трябва да укрепи японските позиции на остров Коломбангара (от архипелага на Соломоновите острови). С пристигането си позицията радарът на „Джинзу“ открива приближаването на съюзническия флот.
Към японците се приближават крайцерите „Хонолулу“ (USS Honolulu (CL-48)), „Сейнт Луис“ (USS St. Louis (CL-49)) и „Леандър“ (HMNZS Leander) и 10 разрушителя: „Ралф Талбот“ (USS Ralph Talbot (DD-390)), „Мори“ (USS Maury (DD-401)), „|Гуин“ (USS Gwin (DD-433)), „Удуорт“ (USS Woodworth (DD-460)), „Бюканън“ (USS Buchanan (DD-484)), „Редфорд“ (USS Radford (DD-446)), „Дженкинс“ (USS Jenkins (DD-447)), „Николас“ (USS Nicholas (DD-449)), „О’Бенън“ (USS O’Bannon (DD-450)) и „Тейлър“ (USS Taylor (DD-468)). Исаки заповядва нощем да се стреля с торпеда: японските разрушители и крайцери изстрелва 31 торпеда Тип 93, а „Джинзу“ включва своите прожектори, за да освети целите. Това действие става фатално: съюзните крайцери откриват огън, и с 10 изстрела на 152-мм снаряди пробиват обшивката и водят до пламването на кораба. Загиват контраадмирал Исаки и капитан Сато, а след известно време торпедо попада в десия борд на „Джинзу“ право в машинното отделение. Макар капитанът на разрушителя „Юкикадзе“ Цзенджиро Симай да приема командването на японския флот и да нанася контрудар, потопявайки разрушителя „Гуин“ и повреждайки крайцерите „Леандър“ и „Сейнт Луис“, крайцерът „Джинзу“ се пречупва на две части и в 23:48 потъва. На борда на подводницата „I-180“ са взети 21 души, още няколко човека са спасени от американците. Всичко загиват 482 души. На 10 септември 1943 г. „Джинзу“ е изключен от списъка на Императорския флот.

## В наши дни
На 26 април 2019 г. изследователския кораб „Петрел“, принадлежащ на Пол Алън, открива останките на крайцера „Джинзу“ в залива Кула при крайбрежието на Соломоновите острови. Както се установява, обломките се намират на дълбочина 900 м, носът е легнал наляво, а кърмата – надясно.